# Joana de Portocarreiro

Brasão de Armas da Casa de Portocarrero

Joana de Portocarreiro foi VI Senhora de Moguer faleceu pouco tempo depois de seu pai, conforme se pode depreender por documentos de 1430.
No dia 24 de Novembro de 1430, Francisca de Portocarreirom tia por via paterna de Joana, toma posse do morgadio de Moguer, “Dado que Pedro Portocarreiro havia falecido sem deixar filhos varões de legitimo casamento ou deixar outros quaisquer descendentes varões”.
Desta forma foi interrompida a sucessão normal do Senhorio de Moguer, visto que as cláusulas do morgadio estabeleciam que em caso de não existir filhos varões as possessões poderiam ser herdadas por filhas ou netas.
Neste casou coube a Francisca Portocarreiro o Senhorio do referido território de Moguer, quando o mesmo deveria ter sido herdado pela outra irmã de Joana, Maria de Portocarreiro.
O próprio Pedro Fernández Portocarreiro estabeleceu no seu testamento que as suas herdeiras eram as suas filhas e que só no caso de mortes destas é que o morgadio poderia ser herdado por sua irmã, Francisca Portocarreiro.
Assim por usupação Francisca Portocarrero passou a ser a VI Senhora de Moguer e exerceu o poder como tal desde 1430 até 1436 aproximadamente. Foi ainda em 1436 que redigiu o seu testamento onde nomeou como herdeiro de Moguer o se filho primogénito, Luís Bocanegra.